# トッド・ムーア
トッド・ムーア（Todd Moore、1983年12月30日 - ）は、アメリカ合衆国の男性総合格闘家。テキサス州ヒューストン出身。サード・コラム所属。ブラジリアン柔術黒帯。
レスリング仕込みのタックル、顔面への肘打ちを得意とする。狂ったように練習することから「マニアック」というニックネームを持つ。

## 来歴
高校時代にレスリングを経験。350戦以上の戦績を持つ。
2005年10月22日、修斗でプロデビュー。
2007年12月12日、WEC初参戦となったWEC 31でジョン・アレッシオと対戦し、0-3の判定負け。11戦目でキャリア初黒星を喫した。
2008年8月3日、WEC 35でシェーン・ローラーと対戦し、ギロチンチョークで一本負け。WEC2連敗となった。
2008年9月23日、DREAM初参戦となったDREAM.6で青木真也と対戦し、裸絞めで一本負け。
2011年6月18日、Strikeforce初参戦となったStrikeforce: Overeem vs. Werdumでマイク・ブロンズーリスと対戦し、3-0の判定勝ちを収めた。

## 戦績
| 総合格闘技 戦績 | 総合格闘技 戦績 | 総合格闘技 戦績 | 総合格闘技 戦績 | 総合格闘技 戦績 | 総合格闘技 戦績 | 総合格闘技 戦績 |
| --------------- | --------------- | --------------- | --------------- | --------------- | --------------- | --------------- |
| 19 試合         | (T)KO           | 一本            | 判定            | その他          | 引き分け        | 無効試合        |
| 14 勝           | 8               | 0               | 6               | 0               | 0               | 0               |
| 5 敗            | 1               | 2               | 2               | 0               | 0               | 0               |

| 勝敗 | 対戦相手               | 試合結果                         | 大会名                                                                                      | 開催年月日     |
| ×    | ジェイソン・ハイ       | 5分3R終了 判定0-3                | Strikeforce Challengers 19                                                                  | 2011年9月23日  |
| ○    | マイク・ブロンズーリス | 5分3R終了 判定3-0                | Strikeforce: Overeem vs. Werdum                                                             | 2011年6月18日  |
| ○    | リー・キング           | 2R 0:36 TKO（パンチ連打）        | Worldwide Gladiator                                                                         | 2010年11月12日 |
| ×    | ブライアン・メランコン | 1R 1:00 TKO（パンチ連打）        | Legacy Promotions                                                                           | 2010年7月31日  |
| ○    | デリック・クランツ     | 3R 2:59 TKO（パンチ連打）        | Ascend Combat: It's On                                                                      | 2009年8月8日   |
| ○    | ロッキー・ジョンソン   | 5分3R終了 判定3-0                | KOK 6: Fists of Fury                                                                        | 2009年4月25日  |
| ×    | 青木真也               | 1R 1:10 裸絞め                   | DREAM.6 ミドル級グランプリ2008 決勝戦                                                       | 2008年9月23日  |
| ×    | シェーン・ローラー     | 1R 1:31 ギロチンチョーク         | WEC 35: Condit vs. Miura                                                                    | 2008年8月3日   |
| ×    | ジョン・アレッシオ     | 5分3R終了 判定0-3                | WEC 31: Faber vs. Curran                                                                    | 2007年12月12日 |
| ○    | ジェイ・コールマン     | 1R 0:52 TKO（パンチ連打）        | Ring of Combat 14: Tournament of Champions Finals 【ウェルター級トーナメント 決勝】         | 2007年4月27日  |
| ○    | コリン・オルーク       | 1R 3:06 TKO（肘打ち）            | Ring of Combat 13: Tournament of Champions Semi-Finals 【ウェルター級トーナメント 準決勝】  | 2007年3月16日  |
| ○    | ジェイミー・トニー     | 5分3R終了 判定2-1                | Ring of Combat 12: Tournament of Champions Quarterfinals 【ウェルター級トーナメント 1回戦】 | 2006年11月17日 |
| ○    | トーマス・シュルツ     | 2R終了時 TKO（ドクターストップ） | Ultimate Texas Showdown 6                                                                   | 2006年6月24日  |
| ○    | ジョー・クリストファー | 5分3R終了 判定3-0                | Ultimate Texas Showdown 5                                                                   | 2006年4月29日  |
| ○    | TJ・ウォルドバーガー   | 5分3R終了 判定3-0                | Renegades Extreme Fighting                                                                  | 2006年3月25日  |
| ○    | ジェレマイア・オニール | 5分3R終了 判定3-0                | Ultimate Texas Showdown 4                                                                   | 2006年2月25日  |
| ○    | ジョディ・ドレイパー   | 1R 2:04 TKO（パンチ連打）        | Renegades Extreme Fighting                                                                  | 2006年1月21日  |
| ○    | フランク・カームス     | 3R 1:51 TKO（パンチ連打）        | Renegades Extreme Fighting                                                                  | 2005年11月5日  |
| ○    | ルーク・グワルトニー   | 1R 4:51 TKO（ドクターストップ）  | Shooto Americas: Battle at the Ballpark 2                                                   | 2005年10月22日 |

## 獲得タイトル
- ROCウェルター級トーナメント 優勝（2007年）